# Protemblemaria punctata
Protemblemaria punctata är en fiskart som beskrevs av Cervigón, 1966. Protemblemaria punctata ingår i släktet Protemblemaria och familjen Chaenopsidae. IUCN kategoriserar arten globalt som sårbar. Inga underarter finns listade i Catalogue of Life.